# Altopiano degli Jukagiri
L'Altopiano degli Jukagiri (in russo Юкагирское плоскогорье?, Jukagirskoe ploskogor'e) è un'area montuosa della Siberia Orientale compresa nel territorio della Repubblica Autonoma della Sacha-Jacuzia e dell'Oblast' di Magadan che fa parte degli altopiani della Siberia Orientale.
La quota media dell'intero altopiano varia fra i 300 e i 700 metri s.l.m., mentre la massima viene toccata dalla cima del Čubukulach (Чубукулах) a 1 128 m. L'intero massiccio montuoso tributa al fiume Kolyma, sia direttamente che tramite i suoi affluenti Korkodon e Berëzovka.
Il clima è molto rigido, con lunghissimi periodi di gelo molto intenso; la vegetazione prevalente è formata da una stentata foresta di conifere, sostituita, al di sopra dei 400-600 metri di quota, dalla tundra.

## Geologia
Nella parte settentrionale è costituito principalmente da rocce effusive mesozoiche, nella parte meridionale è costituita da depositi metamorfici del Precambriano, Paleozoico e Triassico.